# Bitva o pevnost William Henry
Bitva o pevnost William Henry (1757; též obléhání pevnosti William Henry) byla jedním z klíčových střetnutí mezi Brity a Francouzi v sedmileté válce v Americe. Skončila sice jednoznačným úspěchem Francouzů, ale mělo se ukázat, že šlo o vítězství značně problematické a nevyužité. Některé její události jsou známy z románu Jamese F. Coopera Poslední Mohykán.

## Válka Francouzů a Indiánů
V roce 1754 odstartovali náčelník Tanaghrisson zvaný "Poloviční král" a virginská milice vedená Georgem Washingtonem přepadem malé francouzské jednotky v údolí Ohia poslední anglo-francouzskou imperiální válku v Americe, jež později dostala jméno sedmiletá, ale američtí osadníci jí nazvali francouzsko-indiánská. Tento konflikt měl jednou provždy vyřešit teritoriální spory, jež mezi sebou měly anglické kolonie a Nová Francie. Angličané měli nad Francouzi obrovskou početní převahu (cca 20:1), ale první roky bojů tomu nenasvědčovaly. V červenci 1755 utrpěli zdrcující porážku u Monongahely, kde vojsko generála Braddocka zdecimovaly kombinované oddíly Francouzů a jejich indiánských spojenců. Počáteční britské neúspěchy měly několik důvodů. Za prvé to byla neschopnost kolonistů se sjednotit a financovat jakékoli větší kampaně. Za druhé to bylo pohrdání britské pravidelné armády koloniálními milicemi resp. snaha si je proti vůli osadníků zcela podřídit. Za třetí velmi malá podpora Britů a kolonistů ze strany Indiánů. A v neposlední řadě flexibilnější francouzská taktika a jejich větší zkušenosti v boji v lesích.

## Bitva u jezera George a výstavba pevnosti William Henry

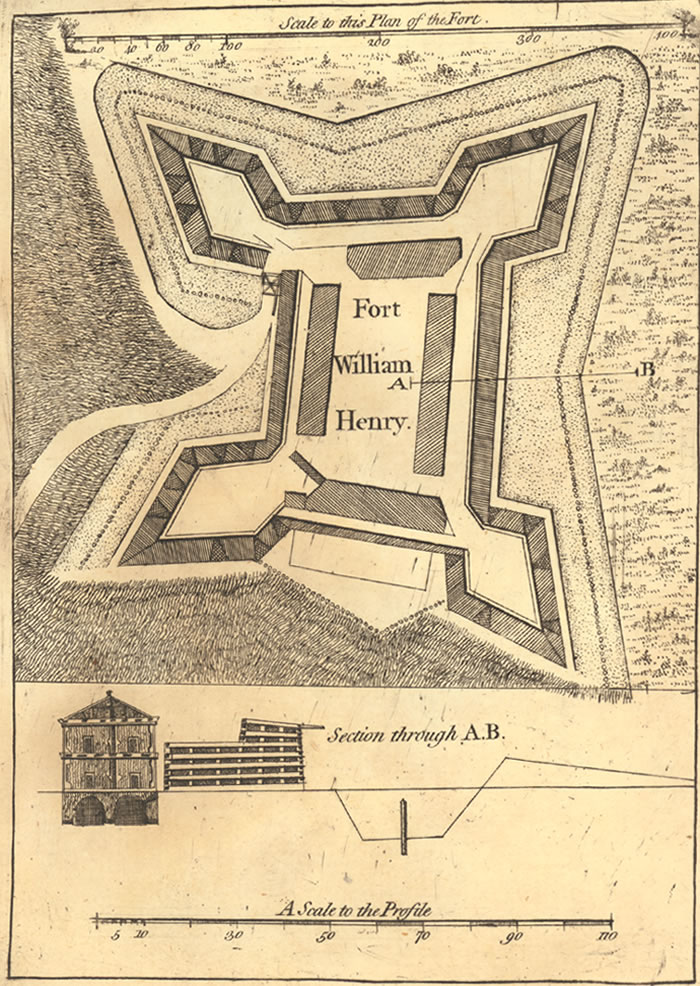
Pevnost William Henry - plán z roku 1765.

V srpnu 1755 se Britové pokusili převzít iniciativu na severní frontě. Sir William Johnson, britský agent pro Irokéze a čerstvý generálmajor, získal povolení shromáždit armádu, která měla dobýt francouzskou pevnost Saint-Frédéric na břehu Champlainova jezera. Podařilo se mu dát dohromady asi 1 700 mužů včetně 200 Mohawků, nejvěrnějších indiánských spojenců Angličanů. Jeho výprava se dostala k Lac du Saint-Sacrement, které přejmenovala na Lake George. Proti této armádě vyrazili z Crown Point Francouzi vedení baronem de Dieskau, jejichž síly byly jen o málo menší než britské. 8. září 1755 došlo k velmi krvavé bitvě, která stála obě strany asi 300 mrtvých nebo zraněných. Ačkoliv šlo z taktického hlediska o remízu, získali určitou strategickou výhodu Britové - udržení jejich pozic umožnilo vybudovat na břehu jezera novou pevnost - Fort William Henry. Ta byla uvedena do provozu v listopadu 1755.

## Britské a francouzské plány, Indiáni
Britským vrchním velitelem v Severní Americe byl v červenci 1756 jmenován generál hrabě Loudoun. Jeho strategickým cílem pro rok 1757 se nejprve stal útok na Québec, ale později došlo ke změně. Cílem britského útoku se měla stát pevnost Louisbourg, která chránila vjezd do zálivu Sv. Vavřince a do stejnojmenné řeky - hlavní tepny francouzské Kanady. Velení na severní frontě svěřil Loudoun brigádnímu generálovi Danielu Webbovi. Ten dostal k dispozici 2 000 mužů z 35. pěšího regimentu a 60. královského amerického regimentu a dále měl mít k dispozici cca 5 000 mužů z provinční domobrany. Jejich cílem mělo být udržení severní fronty, především Fort William Henry a Fort Edward (pevnost cca 25 km jihovýchodně od WH).
Francouzi vedení nově jmenovaným velitelem markýzem Montcalmem dobyli v srpnu 1756 britskou pevnost Oswego na břehu Ontarijského jezera, což je výrazně povzbudilo. Měli skrze domovskou zemi zprávy od informátorů v Londýně, že britským cílem pro rok 1757 bude pevnost Louisbourg. Díky tomu, a také díky důkladnému průzkumu věděli, že Fort William Henry a Fort Edward budou bráněny relativně menšími silami. Nicméně vojenské kruhy ve Francii doporučovaly spíše defenzivní taktiku, s tím že o osudu Nové Francie rozhodne evropské bojiště. Montcalm nějakou dobu váhal, ale po poradě s guvernérem markýzem de Vaudreuilem se rozhodli, že udeří na William Henry. Guvernér Kanady Vaudreuil, který byl velký příznivce zapojení Indiánů do válečného úsilí Francouzů, začal již koncem roku 1756 s náborem domorodých bojovníků. Mezi jezerními kmeny velmi zapůsobil francouzský úspěch u Fort Oswego a výrazně vzrostl zájem podílet se na dalších kampaních, které mohly válečníkům přinést slávu, skalpy, zajatce a lup. Nakonec se podařilo získat pozoruhodnou sílu - téměř 1 000 Indiánů z oblasti Velkých jezer (Ottawové, Odžibvejové, Potawatomiové, Winnebagové, Menominiové, Saukové, Foxové, Miamiové, Delawarové a dokonce vzdálení Iowové aj.) a přes 800 z misií v údolí Sv. Vavřince (katoličtí Irokézové, Abenakové, Nipissingové, Huroni z Lorette, Algonkinové, Mikmakové, Malecitové aj.)

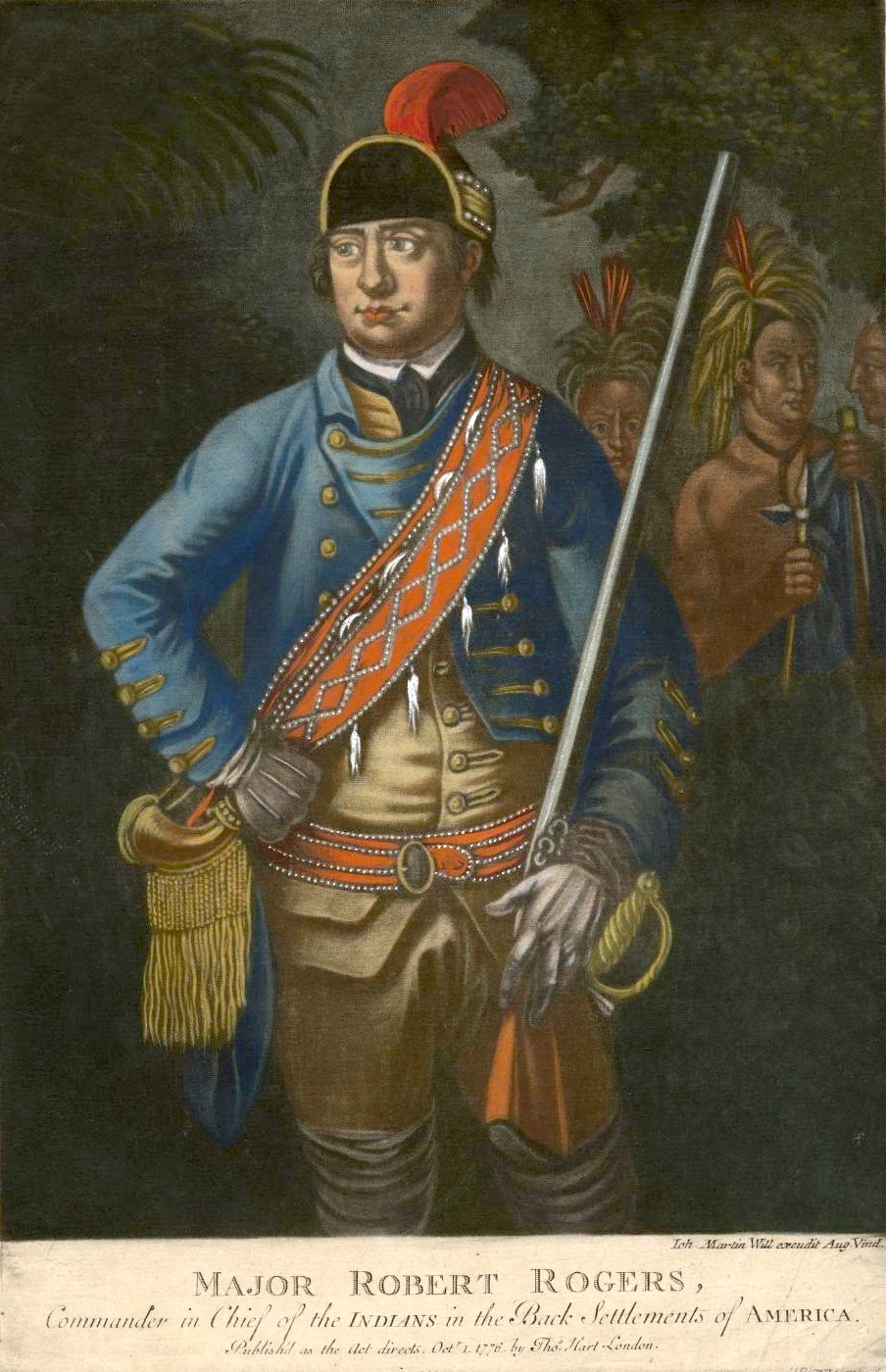
Robert Rogers - zřejmě nejznámější představa jeho vzhledu. Autentický portrét však není znám.

## Bitva sněžnic a první útok na pevnost
V lednu 1757 vyslali Angličané průzkumnou výpravu vedenou proslulým rangerem Robertem Rogersem. Jednalo se o skupinu asi 80 elitních hraničářů známou jako Rogers' Rangers. Jednotka si v pevnosti William Henry vyzvedla část materiálu plus posily a pokračovala na sever s cílem zjistit nepřátelské aktivity okolo pevností Carillon (nyní Ticonderoga) a Saint-Frédéric na jihu Champlainova jezera. Angličanům se podařilo zajmout několik nepřátel, kteří je informovali o velké skupině Francouzů a Indiánů, kteří právě dorazili do Carillonu. Rogers se rozhodl z oblasti rychle zmizet, ale bylo pozdě. Francouzi o nich věděli a vyslali 180 mužů (90 Kanaďanů a Ottawů a 90 vojáků pravidelných oddílů) Rogersův oddíl vyhledat a zničit. První část plánu se povedla. Francouzsko-indiánský oddíl připravil Britům past a dokonale je zaskočil. Britům hrozilo úplné zničení, ale nahrálo jim několik věcí. Některým Francouzům zvlhl prach a měli tím pádem problém s palbou. Britové měli sněžnice a Francouzi nikoliv, což omezilo jejich pohyblivost. Rangerům se podařilo držet pozice až do setmění a pak vyklouznout ze sevření. Ztráty byly zhruba stejné na obou stranách (asi 30 mrtvých a zraněných, plus několik zajatých). Angličanům muselo být jasné, že Francouzi posilují své pozice a chystají velký útok.
V březnu 1757 podnikli Francouzi první testovací útočnou výpravu proti pevnosti William Henry. Vedl ji guvernérův mladší bratr François-Pierre Rigaud de Vaudreuil a sestávala z 1 500 Kanaďanů, Francouzů a Indiánů. Výprava přišla po zamrzlém jezeře a byla vyzbrojená jen lehce - jedinou obléhací zbraní byly žebříky, pro případ, že by se naskytla vhodná příležitost k proniknutí do pevnosti přes palisádové hradby. Zdržela se jen čtyři dny. Za tu dobu stihla poplenit okolí, zničit většinu budov mimo pevnost (mj. mlýn, nemocnici, skladiště, kasárna), několik člunů a nedostavěnou šalupu. Krátce po jejich odchodu dorazil do pevnosti nový velitel - plukovník George Monro a muži 35. pěšího regimentu. Kromě vojáků pravidelné armády měl k dispozici asi 800 odvedenců z provinčních oddílů, menší množství rangerů a i několik Indiánů. Dále se zde nacházelo několik desítek civilistů, kteří vesměs zajišťovali armádě různé pomocné služby.

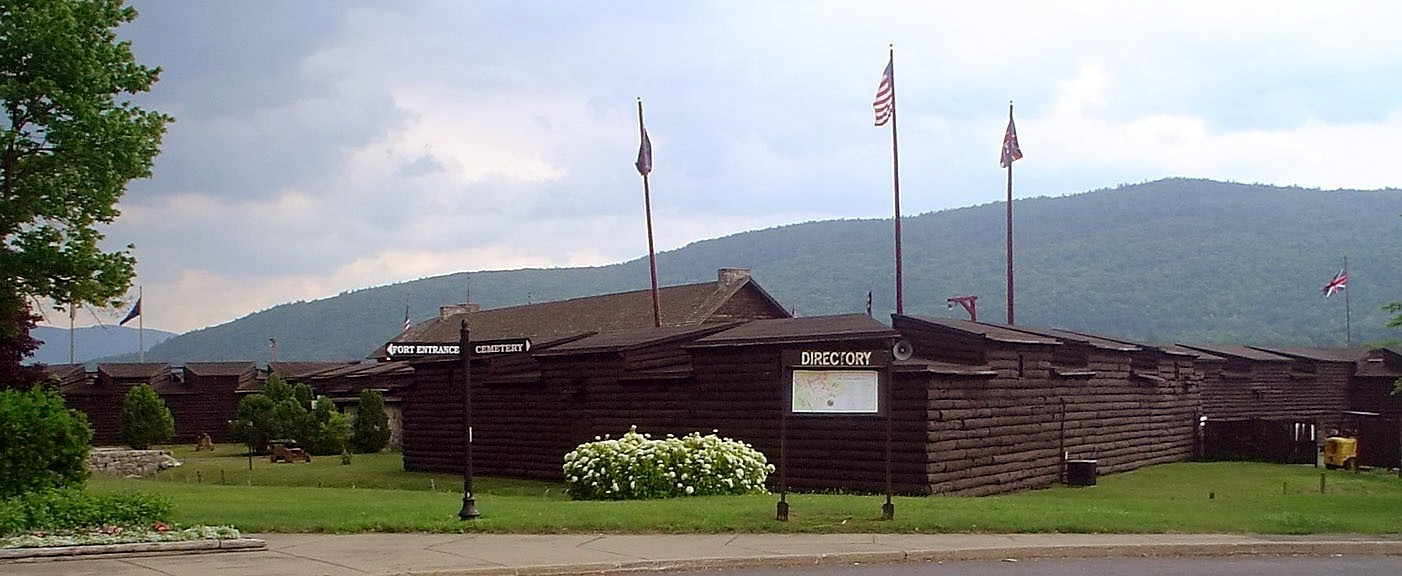
Rekonstruovaná současná podoba pevnosti William Henry

## Obléhání pevnosti

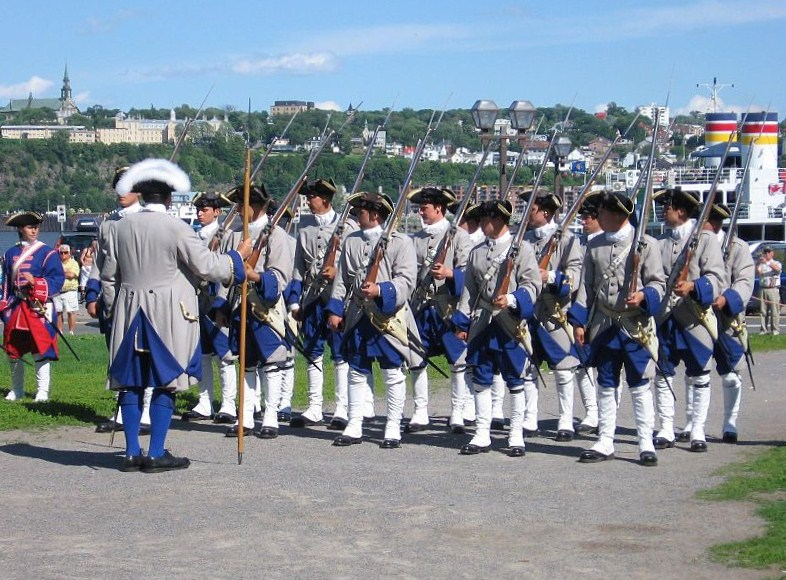
Jednotka Troupes de la Marine - moderní rekonstrukce.

### Francouzské přípravy
V dubnu 1757 shromáždil Montcalm tak velké množství Indiánů a kanadských hraničářů, že s jejich pomocí dokázal rozvinout rozsáhlou záškodnickou kampaň v okolí pevností William Henry a Edward. Tyto nepravidelné oddíly operovaly na velkém prostoru, podnikaly překvapivé útoky, napadaly zvědy a zásobovací skupiny a téměř úplně odřízly britské pevnosti od jakýchkoliv zdrojů informací. Rogersovi rangeři - jediná anglická jednotka, která by jim v tomto dokázala konkurovat a na tento styl boje případně reagovat - byli velmi oslabeni lednovou bitvou sněžnic a museli zastavit jakékoliv akce. Výsledkem toho bylo, že Angličané neměli až do června ponětí o tom, co Francouzi připravují. Až teprve koncem června přinesli dva uprchlí britští zajatci zprávy o ohromné síle 8 000 mužů, která se shromáždila v pevnosti Carillon a chystala se na jih. Montcalm dokázal seskupit na poměry Severní Ameriky obrovskou armádu. Většinu tvořili vojáci pravidelných jednotek pěších bataliónů, teprve loni přivezených z Francie, dále zde byli muži z kanadské milice, již zmiňovaní Indiáni (z nich bylo nejvíce Ottawů - přes 300) a pěchota z tradičních koloniálních oddílů Troupes de la Marine.

### Britská odpověď

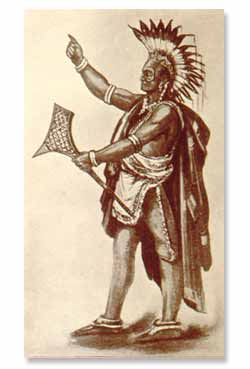
Ottawský náčelník. Ottawové (Odawové) byli kmenem, který patřil k nejpočetnějším a nejvěrnějším spojencům Francouzů nejen za sedmileté války.

Britové se pokusili zabrzdit francouzské přípravy v samém zárodku. Plukovník Monro vyslal 23. července pět rot domobranců z New Jersey. Ti měli rychlou akcí narušit francouzské zázemí a přivést co nejvíce zajatců. Výprava skončila naprostou katastrofou. Indiáni si počkali až se čluny plné britských vojáků začnou vyloďovat, provedli zničující výpad a 250 z 350 útočníků buď pobili nebo zajali. Sami měli jen jednoho zraněného. Zbytek milicionářů se vrátil zcela deklasován a zděšen. Francouzský cestovatel a Montcalmův aide-de-camp Louis Antoine de Bougainville napsal, že Indiáni britské vojáky „topili a napichovali ve vodě jako ryby... a nejméně tři z nich uvařili v kotli a snědli.“ Generál Webb, který byl v okamžiku návratu zdecimované jednotky milice na návštěvě Fort William Henry, slíbil poslat Monroovi velké posily. Po návratu do Fort Edward však z obavy, aby příliš neoslabil svou posádku, zjevně znervózněl a odeslal svému podřízenému jen 1 000 mužů, z nichž bylo 200 vojáků pravidelných jednotek, zbytek tvořili domobranci z massachusettské milice. Vojáci dorazili 2. srpna. Armáda se ubytovala přímo v pevnosti, milice měla svůj opevněný tábor na nedalekém návrší zvaném Titcomb’s Mount. Po příchodu posil disponoval Monro asi 2 500 lidmi.

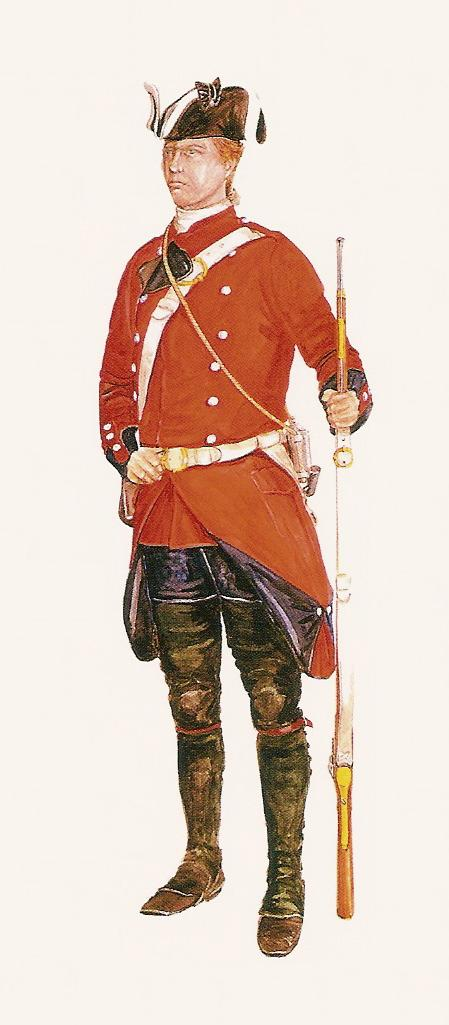
Voják 60. královského amerického regimentu v době sedmileté války. Část posádky Fort William Henry tvořili právě tito muži.

### Bitva o pevnost
3. srpna dorazil k pevnosti Montcalmův zástupce François-Gaston rytíř de Lévis a spolu s ním 2 500 tisíce vojáků a bojovníků. Šlo o předsunutou brigádu, která měla vyčistit okolí pevnosti a pokud možno jí hermeticky uzavřít. Indiáni a Kanaďané úkol velmi brzy splnili. Zahnali milici za hradby tábora, odvedli jim veškerý dobytek a následně začali ostřelovat jak pevnost, tak tábor z úkrytů. Montcalm mezitím přitáhl s hlavní armádou a zahájil obléhání po typicky evropském způsobu - poslal k Monrovi vyjednavače s požadavkem na vydání pevnosti Francouzům. Monro odmítl.
Situace obránců byla špatná, ale nikoliv zoufalá. Byli sice obklíčeni a ve více než trojnásobné početní nevýhodě, ale přesto měli šanci bránit se nějaký čas účinně. Monro disponoval desítkami kanónů různých ráží, zásobárny byly plné jídla a munice. Z dlouhodobého hlediska však obléhaní měli minimální šanci na úspěch, neboť Montcalm s sebou přitáhl mnoho obléhacích děl a Francouzi záhy začali s budováním okopů, v nichž také své baterie postupně umístili. Od 6. srpna se pevnost stala cílem soustavného ostřelování. Již od začátku Monro doufal, že mu generál Webb pošle posily, v nichž viděl jedinou šanci na úspěch. Za tímto účelem vyslal i mnoho poslů, ale prorazili jen někteří. Webb ale odmítl. Nechtěl oslabit svou pozici, kterou považoval za poslední výspu Britů před hrozbou napadení Albany a centrálního New Yorku. I když si vyžádal od massachusettského provinčního sněmu další posily v podobě milice, bylo více než zřejmé, že bude trvat poměrně dlouho, než dorazí. Za nečinností Webba mohly být i čistě povahové důvody. Sir William Johnson, ho charakterizoval jako „jediného Angličana, o němž vím, že byl zbabělec.“ Webb napsal Monroovi dopis, v němž mu doporučil, aby „dosáhl nejlepších možných podmínek kapitulace.“ Posla nesoucího tento dopis zabil jeden z indiánských spojenců Francouzů a list se dostal do rukou Montcalmovi. Markýz měl v ruce hlavní trumf při vyjednávání s Angličany. Do 8. srpna přišli Angličané o téměř polovinu kanónů, přičemž mnohé z nich explodovaly kvůli únavě materiálu a zranily či zabily svou obsluhu. V té době se také začala projevovat francouzská palba. Ačkoliv pevnost zatím neutrpěla zásadní škody a západní zeď by ještě nějakou dobu zřejmě vydržela, morálka obránců byla silně podlomena mj. i kvůli několika bezesným nocím. 9. srpna ráno se Monro po poradě s důstojníky rozhodl vyslat emisary k Montcalmovi. Ten nabídl podmínky vskutku velkorysé a v zásadě v souladu s evropským "gentlemanským" stylem válčení poloviny 18. století. Posádka pevnosti se měla zavázat, že nebude proti Francouzům 18 měsíců bojovat, opustí pevnost a zanechá zde veškerý válečný materiál kromě jednoho kanónu a osobních zbraní (šavle, nože, bajonety, pušky a pistole bez munice). Velitelé zajistí, že Britové do listopadu propustí všechny francouzské zajatce. Za to poskytnou jednoho důstojníka jako rukojmí. Na oplátku jim byl garantován bezpečný odchod do pevnosti Edward. Francouzi rovněž přislíbili, že se postarají o raněné a nemocné, jejichž stav nedovoloval opustit William Henry. Monro sice poněkud váhal, zda má na podmínky přistoupit, ale poté, co mu Francouzi ukázali zachycený dopis od generála Webba, z něhož bylo jasné, že žádné posily nepřijdou, souhlasil s kapitulací.

## Masakr

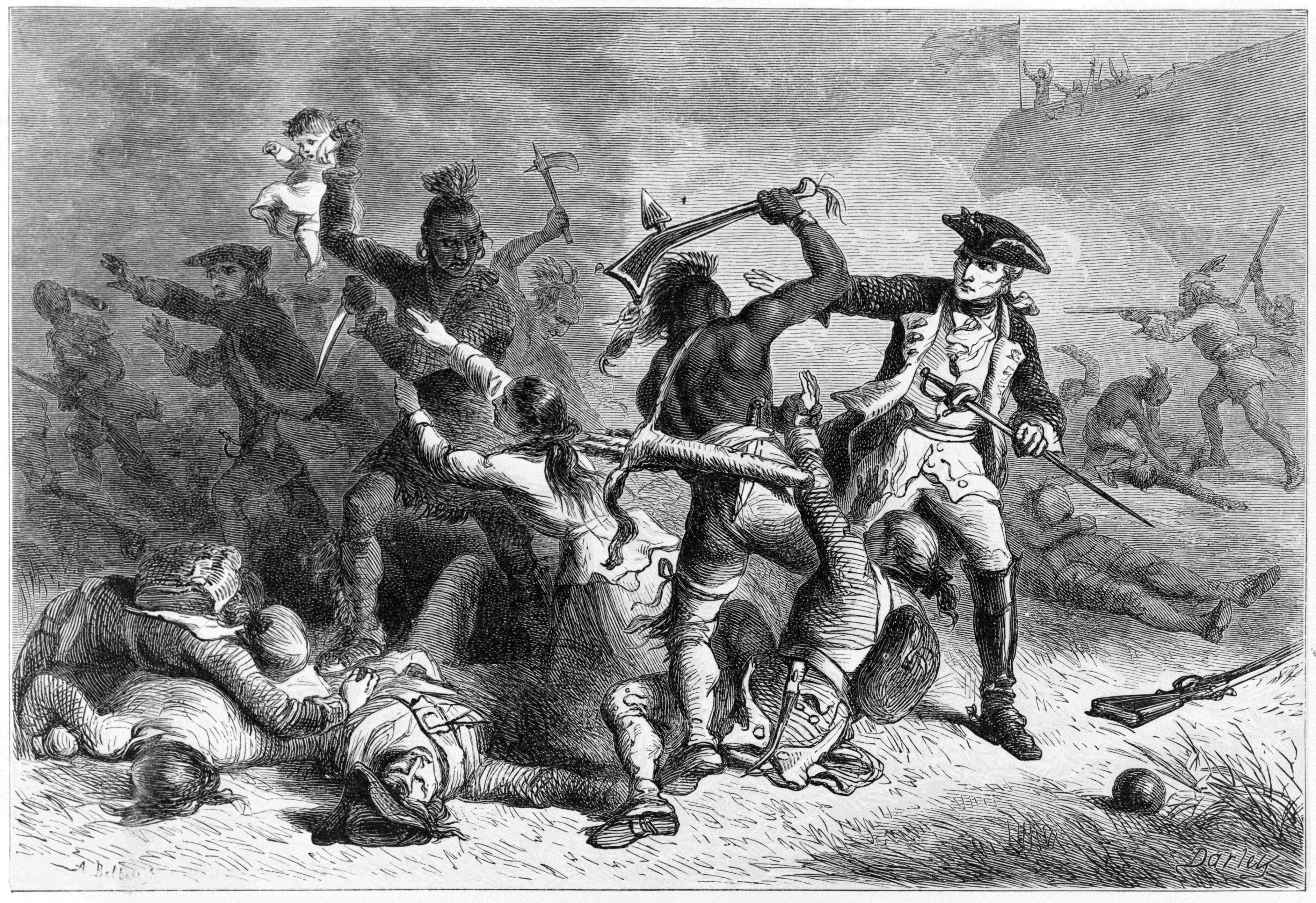
Představa masakru na kresbě z 19. století. Samotný Montcalm brání zajaté Angličany před svými indiánskými spojenci.

Vše vypadalo téměř ideálně - gentlemanská dohoda, minimum prolité krve, získaná pevnost na jedné straně a ušetření vojáci na straně druhé - obě strany si zachovají tvář. Byl zde však jeden zásadní problém. Montcalm a další francouzští důstojníci svůj postup nekonzultovali s Indiány. Pouze podmínky oznámili náčelníkům s tím, ať o tom informují bojovníky. Indiáni si mohli vzít jen to, co neodnesou Angličané a nezaberou si pro sebe Francouzi, tedy jen nepotřebné oblečení a harampádí. Takovýto vývoj situace Indiáni nečekali a zásadně s ním nesouhlasili. Oni nepřišli bojovat za získání taktických výhod, zabrat území, obsadit pevnost či vylepšit strategickou situaci. Nerozuměli tehdejšímu kodexu evropského válčení a nehodlali se jím řídit. Pro ně bylo důležité získat čest, slávu a kořist, čili skalpy, zajatce a britské zbraně, insignie či oblečení. Svým postupem jim to však Francouzi znemožnili. Pokud by se vrátili domů s prázdnou, nečekalo by je uznání a obdiv jejich rodin a vesnic, ale pouze údiv a zřejmě i pohrdání nad tím, že přicházejí s prázdnýma rukama. Mnozí z nich již mnoho týdnů či měsíců sloužili ve francouzském vojsku a nic z toho neměli. Teď by měli odejít s prázdnýma rukama? Většina bojovníků se rozhodla, že si vezme to, co jim podle nich po právu náleží. 9. a 10. srpna 1757 došlo tedy k událostem, která nesou název masakr u pevnosti William Henry. Indiáni začali pleněním opuštěné pevnosti, zabili zde několik nemocných a raněných, kteří nemohli odejít. Pak se přesunuli do opevněného tábora u pevnosti. Francouzům trvalo několik hodin, než je odtud vystrnadili. Druhý den ráno se Angličané vydali na pochod do Fort Edward. Indiáni jednotlivé kolony napadali, brali vojákům uniformy, pobočné zbraně a některé odvlékali do zajetí. Pokud se Angličané postavili na odpor, byli většinou zabiti. Francouzi se snažili řádění domorodých válečníků zastavit, pokoušeli se jim zajatce odebírat, ale to mělo často za následek jen to, že Indiáni je raději okamžitě zabili a skalpovali, než by je vydali Francouzům. Indiánské útoky vyvolaly mezi Angličany paniku a strach. Kolony se roztrhaly na jednotlivé skupiny, z nichž mnohé se snažily uniknout lesem z dosahu řádících domorodců. 10. srpna odpoledne bylo prakticky po všem. Při plundrování a masakru přišlo o život přibližně 100-180 Angličanů, dalších 300-500 bylo odvlečeno do zajetí. Jakmile si válečníci zajistili svou kořist, okamžitě opustili Montcalmovu armádu. V ležení s Francouzi zůstalo 11. srpna jen asi 300 Abenakiů a Nipissingů, kteří patřili k tzv. domestikovaným Indiánům a byli považovaní za nejvíce zcivilizované domorodé spojence. 10. srpna večer dosáhl Fort Edward hlavní proud vedený plukovníkem Monroem a do 15. srpna dorazily do pevnosti všechny větší skupiny Angličanů.

## Důsledky
Ačkoliv Francouzi bitvu jednoznačně vyhráli a pevnost zdemolovali, šlo z hlediska dalšího vývoje o vítězství promarněné, v zásadě Pyrrhovo. Většina jejich indiánských spojenců nejenže považovala toho roku kampaň za uzavřenou a tudíž se na ně Francouzi nemohli dále spolehnout, ale v důsledku kontaminace oblečení a přikrývek, které uloupili v pevnosti, si mezi sebou roznesli některé nemoci, jež se posléze změnily v epidemie. Ty měly za následek velmi malou domorodou podporu francouzského válečného úsilí v roce 1758, který byl rokem obratu ve válce. Navíc svým postupem vůči zajatcům vzbudili mezi kolonisty pouze větší zatvrzelost a nenávist, která se projevila i ve vztahu k Francouzům. Angličané považovali kapitulační dohodu za neplatnou, neboť Francouzi a Indiáni porušili jednu z jejích podmínek, tedy že umožní bezpečný odchod zajatcům. Angličané na oplátku nehodlali akceptovat to, že posádka pevnosti nesmí 18 měsíců bojovat na americké půdě.

## Dědictví
Události okolo obléhání pevnosti jsou romanticky a v některých ohledech nepřesně ztvárněny v románu Poslední Mohykán od Jamese Fenimore Coopera a ve filmech z tohoto literárního díla vycházejících.